# Pachydactylus vansoni
Pachydactylus vansoni — вид геконоподібних ящірок родини геконових (Gekkonidae). Мешкає в Південній Африці.

## Поширення і екологія
Pachydactylus vansoni мешкають на південному сході Зімбабве, на півдні Мозамбіку, в Есватіні та на північному сході ПАР, в провінції Квазулу-Наталь, за винятком крайнього півдня, в центральних і східних районах Лімпопо і Мпумаланги та на північному сході провінції Фрі-Стейт. Вони живуть серед скельних виступів на високогірних луках Хайвельду та в саванах лоувельд, під камінням та серед мертвих алое. Зустрічаються на висоті до 2300 м над рівнем моря. Відкладають яйця.